# Shawn McKnight
Pour les articles homonymes, voir McKnight.
William Shawn McKnight, né le 26 juin 1968 à Wichita aux États-Unis, est un évêque catholique américain, archevêque de Kansas City depuis 2025. Sa devise est Gratias agamus Domino.

## Biographie

### Formation
Shawn McKnight naît dans une famille dont le père, William, meurt dans un accident de bateau avec son oncle et son grand-père. Shawn McKnight  n'a que dix-huit mois à l'époque. Sa mère, Mary, se remarie avec Gary Schaeffer dont elle a six fils et une fille. Quatre des demi-frères vont servir dans l'armée américaine, tandis que lui sera aumônier dans l'armée de l'air pendant son année de diaconat.
McKnight obtient un diplôme en biochimie de l'Université de Dallas en 1990. Il entre ensuite au séminaire et termine ses études ecclésiastiques en 1994. Il a un master of arts en théologie et un master en science divine du Collège pontifical Josephinum de Columbus (Ohio). Ensuite il part pour Rome étudier à l'Athénée pontifical Saint-Anselme où il se spécialise en théologie sacramentelle et obtient une licence en 1999 et un doctorat en théologie sacrée en 2001,,.

### Prêtre
Entre-temps, Shawn McKnight est ordonné prêtre le 28 mai 1994 pour le diocèse de Wichita (Kansas). De 1994 à 1997, il est vicaire à la paroisse du Saint-Sacrement de Wichita. En 1999, il est administrateur de la paroisse Saint-Patrick de Chanute, puis il est aumônier des étudiants de la Newman University de Wichita, tout en y enseignant en 2000 et 2001, et en étant curé de la paroisse Saint-Marc de Colwich de 2000 à 2003. De 2000 à 2005, il sert comme directeur diocésain de la liturgie, consulteur diocésain et membre du conseil presbytéral. Il retourne au Josephinum comme directeur de la liturgie de 2003 à 2007, professeur auxiliaire de 2003 à 2008, doyen des étudiants de 2004 à 2006, directeur de la formation de 2006 à 2007 et vice-président pour le développement et les relations avec les anciens élèves, de 2007 à 2008. McKnight est curé de la paroisse du Saint-Sacrement de Wichita de 2008 à 2010.
De 2010 à 2015, Shawn McKnight sert au secrétariat pour le clergé, la vie consacrée et les vocations au sein de la Conférence des évêques catholiques des États-Unis. Cette position lui permet une expérience de direction et de conseil auprès des prêtres dans l'exercice de leur ministère et d'aider la commission épiscopale dans le domaine de la protection de la jeunesse, et de répondre aux préoccupations du public en ce qui concerne la prêtrise.
Après son poste à la Conférence des évêques catholiques des États-Unis, l'abbé McKnight est nommé curé de l'église de la Madeleine de Wichita, où il exerce de 2015 à 2018.

### Évêque
Le pape François nomme Shawn McKnight évêque du diocèse de Jefferson City, le 21  novembre 2017,. Ce diocèse comprend 81 000 catholiques dans 95 paroisses et 15 missions. Mgr McKnight est consacré le 6 février 2018 par Mgr Robert Carlson, archevêque de Saint-Louis.
Le 8 avril 2025, le pape François le nomme archevêque de Kansas City pour succéder à Joseph Naumann, atteint par le limite d'âge.

## Question de la science dans les séminaires
Mgr McKnight fait partie de l'équipe qui au sein de la John Templeton Foundation de la John Carroll University s'interroge sur la nécessité  d'étudier les matières scientifiques dans les séminaires. Selon l'équipe en effet la question de la science est naturellement une partie de la recherche théologique et interroge les chrétiens d'aujourd'hui qui vivent dans un monde fortement influencé, sinon dominé, par la science et la technologie.

## Question du diaconat
McKnight  a rédigé une thèse sur la question du diaconat permanent sous la direction du P. James Puglisi o.f.m., franciscain de l'Atonement et directeur du Centre œcuménique de Rome. Certains écrits de McKnight sur le diaconat ont été publiés par The Deacon Reader et par The Newman Review. Le NADD (National Diaconate Institute for Continuing Education) et d'autres organisations éducatives tournées vers le diaconat ont invité McKnight à s'exprimer dans nombre de leurs conférences.
McKnight a fait un cours au Collège pontifical Josephinum intitulé The Latin Rite Deacon (Le diacre dans le rite latin). Les cours de formation permanente du diaconat à St. Meinrad (Indiana) donnent des cours intitulés Theology of the Deacon (Théologie du diacre), basés sur les leçons de McKnight de 2005 à 2010.
Il est l'auteur de Understanding the Diaconate (Comprendre le diaconat) dans lequel il déclare : « Comprendre le diaconat ajoute les ressources de la sociologie et de l'anthropologie aux sources théologiques des Écritures, de la liturgie, des textes patristiques, des théologiens et des enseignements magistraux pour conclure que le [diacre] peut être compris comme  "intermédiaire social et symbole des communautés" qui permet aux laïcs de participer à la vie et à la mission de l'Église. Cette étude émet la proposition selon laquelle le diacre est un serviteur du lien de communion au sein de l'Église (facilitant les relations entre l'évêque ou le prêtre et son peuple), et entre le Peuple de Dieu et la personne individuelle dans le besoin. »